# 圣盎博罗削主教座堂 (得梅因)
圣盎博罗削主教座堂（St. Ambrose Cathedral）位于美国艾奧瓦州得梅因，是天主教得梅因教区的主教座堂，1979年列入国家史迹名录。

## 历史
该堂创建于1856年，为该州第一座天主教堂。目前的教堂建于1890-1891年。1911年得梅因教区成立，该堂成为主教座堂。

## 建筑
该堂为罗曼复兴风格，实测185英尺（56）*102英尺（31）。  